# Caterina de' Pazzi
Caterina de' Pazzi (Repubblica di Firenze, 1463 – Repubblica di Firenze, 23 agosto 1490) è stata una religiosa e beata italiana.

## Biografia
Fu la figlia naturale del banchiere fiorentino Jacopo de' Pazzi, uno dei responsabili della Congiura dei Pazzi. Divenne discepola del presbitero Stefano da Bagnone, anch'egli coinvolto nella medesima congiura. Rimasta orfana del padre nel 1478, vestì l'abito monacale francescano nel convento di Monticelli presso Firenze dove rimase fino alla morte. Qui trovò Filippa de' Medici, badessa del monastero, che divenne sua maestra e alla quale, morendo nel 1488, chiese la grazia per la salute di tutti i parenti. Visse consumata dalle penitenze e dalle privazioni fino alla morte nel 1490. Papa Benedetto XIV confermò il titolo di beata.